# Monsau
Monsau im Oberbergischen Kreis ist eine von 51 Ortschaften der Stadt Wiehl im Regierungsbezirk Köln in Nordrhein-Westfalen. 

## Lage und Beschreibung
Der Ort liegt zwischen den  Orten Oberholzen im Westen und Dreisbach im Süden und ist in Luftlinie rund 1,5 km  vom Stadtzentrum von Wiehl entfernt. Monsau liegt südlich der Bundesautobahn 4.

## Geschichte
Ältere urkundliche Nennungen sind nicht nachgewiesen. Ein versteckt gelegenes Gehöft am Waldhang bei Oberholzen.

## Sehenswürdigkeiten
Im Bauernmuseum werden alte landwirtschaftliche Geräte, Maschinen und Werkzeuge ausgestellt. Das Museum wird von Thomas Aschemeier privat betrieben.